# Jovan Aćimović
Jovan Aćimović (serbisch-kyrillisch Јован Аћимовић, * 21. Juni 1948 in Belgrad) ist ein ehemaliger jugoslawischer Fußballspieler.
Der Mittelfeldspieler spielte, 1964 aus dem Jugendbereich des OFK Belgrad kommend, ein Jahr für die Profimannschaft des OFK, bevor er 1965 zum Stadtkonkurrenten FK Crvena zvezda („Roter Stern“) wechselte. Zwischen 1965 und 1976 bestritt er dort insgesamt 237 Ligaspiele und erzielte dabei 44 Tore. Ein Gastspiel gab er beim 1. FC Saarbrücken (1976 bis 1978) für den er ein Tor in insgesamt 41 Bundesligaspielen schoss. Seine Laufbahn beendete er 1979 beim FK Sinđelić Beograd. Mit Roter Stern gewann er 1968, 1969, 1970 und 1973 jeweils die jugoslawische Meisterschaft.
Sein internationales Debüt für die jugoslawische Nationalelf gab er am 8. Juni 1968 gegen Italien (1:1) in Rom. Sein letztes von 55 Länderspielen (3 Tore) bestritt er am 19. Juni 1976 (EM-Runde) gegen die Niederlande (2:3) in Zagreb. Er nahm sowohl an der Weltmeisterschaft 1974 als auch an den Europameisterschaften 1968 und 1976 teil.